# Pollo
Pollo é um grupo musical de rap formado no ano de 2010 em São Paulo. O grupo ficou conhecido por todo Brasil, com a canção "Vagalumes", — atualmente com mais de cem milhões de acessos no YouTube. Sua segunda canção de maior sucesso é "Fim de Semana na Quebrada" com MC Pedrinho, — atualmente com mais de cem milhões de plays no YouTube. Outras de suas canções de maior sucesso é "Pirituba City", "Trama", "As Quatro", "Love Song" e "Hoje Eu Vou Ficar Louco".

## Carreira

### 2011-12: Início,Vim Pra Dominar o Mundo
O grupo foi formado em 2010 por Adriel de Menezes e Luiz Tomim, tendo como o primeiro lançamento a canção "Trama". "Trama" gerou notoriedade suficiente á banda a ponto de poderem emplacar em seguida as canções "Pirituba City", "Buxixos & Simpatias", "As Quatro" e "Proteção". Mais tarde, conseguiram colocar o nome da banda em nível nacional com a participação na música "Zika do Bagui", do Bonde da Stronda. Em 2012, foi anunciado um novo integrante na banda, DJ Kalfani, filho de KL Jay, do também grupo de rap Racionais MC's.
Em 2012 o grupo lança "Vagalumes", o seu maior sucesso. A canção "Vagalumes" foi uma das músicas mais executadas nas rádios do Brasil naquele ano, e alcançou o 7° lugar na tabela da Brasil Hot 100 Airplay. Mais tarde a canção tornou-se trilha sonora da telenovela exibida pela Rede Globo, "Sangue Bom", a canção foi indicada e vencedora nas categorias música e videoclipe do ano nas prêmiações daquele ano, e atualmente possui mais de cem milhões visualizações no YouTube. No mesmo ano, a banda lança seu primeiro álbum intitulado Vim Pra Dominar o Mundo, em formato download digital e CD.

### 2013-presente:777,Supra-Sumo, pt. I
Segundo a assessoria da banda, após a banda se apresentar em um show em Santos, São Paulo, em 8 de setembro de 2013, ninguém da assessoria conseguiu obter contato com Adriel. Em 11 de setembro de 2013, a assessoria notificou a imprensa do desaparecimento do cantor e também de Gabriela Rippi, namorada do Adriel. Ele também havia sido visto na cidade de Cambuí, Minas Gerais, no final daquele dia. A Polícia Militar da cidade de Cambuí, afirmou ter recebido várias chamadas sobre o aparecimento do cantor na cidade. No dia seguinte, Adriel disse por telefone em entrevista ao programa da Rede Globo, Encontro com Fátima Bernardes que estava "tudo bem" e que "queria um pouco de paz".
Antes do reaparecimento do vocalista Adriel de Menezes, o outro vocalista Luiz Tomim e o DJ Kalfani anunciaram que estariam cumprindo a agenda de shows e compromissos até 31 de dezembro de 2013, e depois se desligariam da banda. Dias após o anúncio, Adriel e afirmou que a banda não iria acabar.
Em 2014 o grupo lançou o álbum 777 pela Som Livre, que teve como singles as canções "Gênio da Lâmpada", "Tudo Bem", "Namastê; Salamaleico". Em 2016 a banda lançou o álbum Supra-Sumo, pt. I pela Som Livre, que teve como singles as canções "Overdose de Amor", "Vamos se Abraçar" e "Supra-Sumo".

## Discografia

### Álbuns
| Ano  | Detalhes do álbum | Singles                                                                             |
| ---- | --- | ----------------------------------------------------------------------------------- |
| 2012 | Vim pra Dominar o Mundo - Lançamento: 11 de dezembro de 2012 - Gravadora: Auto-lançamento - Formato(s): CD, Download Digital | 1. "Trama" 2. "Piritubacity" 3. "Buxixos e Simpatias" 4. "As Quatro" 5. "Vagalumes" |
| 2014 | 777 - Lançamento: 23 de junho de 2014 - Gravadora: Som Livre - Formato(s): CD, Download Digital                              | 1. "Fiesta Muy Loka" 2. "Gênio da Lâmpada"                                          |
| 2016 | Supra-Sumo - Parte 1 - Lançamento: 12 de agosto de 2016 - Gravadora: Som Livre - Formato(s): CD, Download Digital            | 1. "Vamos Se Abraçar" 2. "Overdose de Amor"                                         |

## Controvérsias
Depois de ter sido abordado em uma blitz policial em Paulínia, o vocalista Adriel de Menezes foi preso por estar com um carro roubado e documento falso. Ele acompanhava o filho menor de um dos integrantes da banda Racionais MC's. O cantor portava e admitiu ser usuário de drogas.